# Pont Neuf (Montauban)

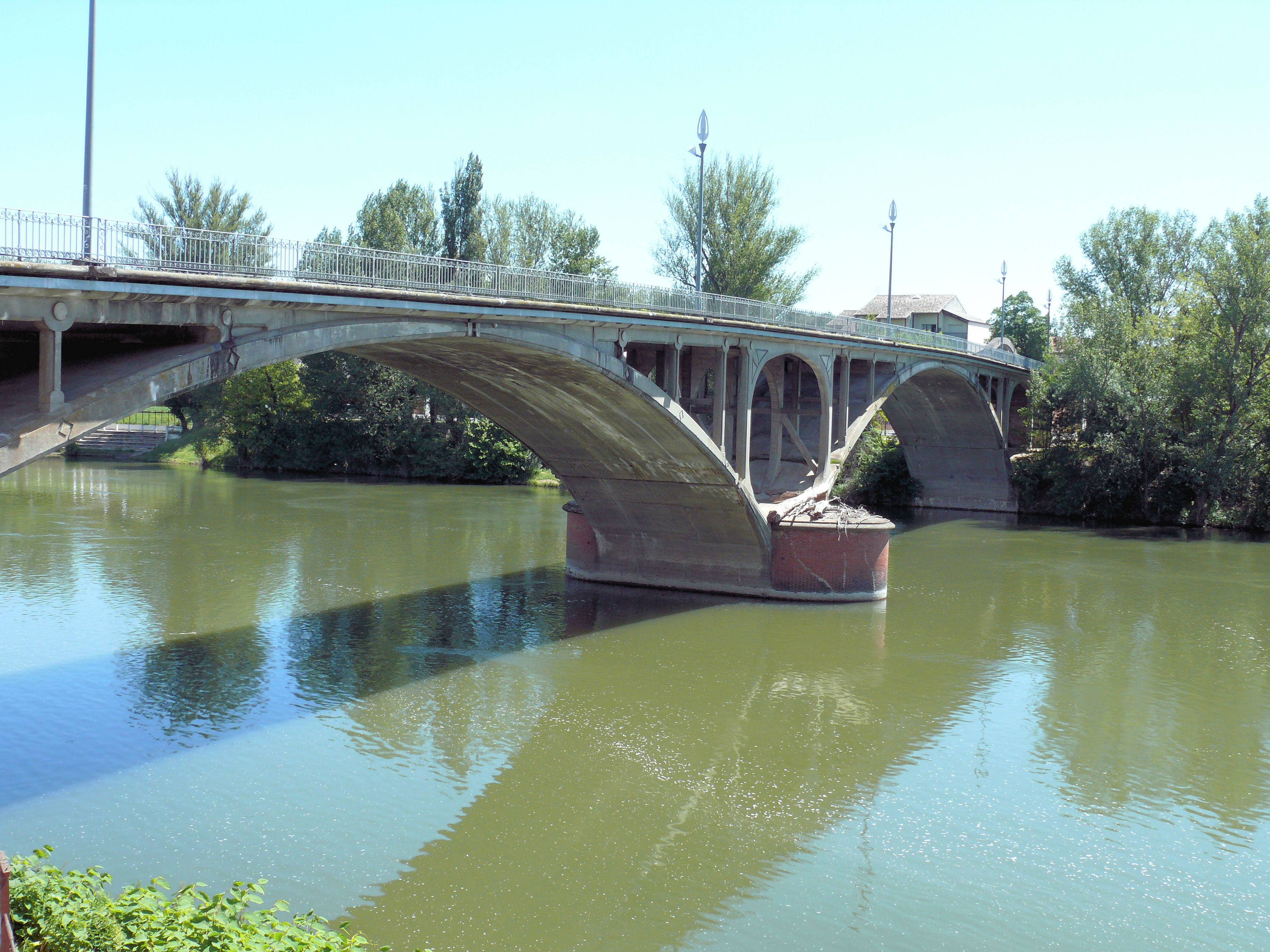
De Pont Neuf

De Pont Neuf is een brug voor wegverkeer over de Tarn in de Franse stad Montauban (Tarn-et-Garonne). De brug is geopend in 1913 en werd in 2005 beschermd als historisch monument. De brug verbindt de wijken Sapiac op de rechteroever en Villebourbon op de linkeroever van de Tarn. 

## Geschiedenis
Aan het begin van de 20e eeuw was er nood aan een tweede brug voor wegverkeer over de Tarn in Montauban, om de middeleeuwse Pont Vieux te ontlasten. Ook was de brug nodig voor de geplande tram van Montauban.
Voor de bouw van de brug werd een aantal huizen in de wijk Villebourbon gesloopt. De bouw begon in 1911, de openstelling voor het verkeer was op 29 juni 1913. Pas in 1926 reed er een tram over de brug, maar deze werd al in 1933 vervangen door een busdienst.

## Beschrijving

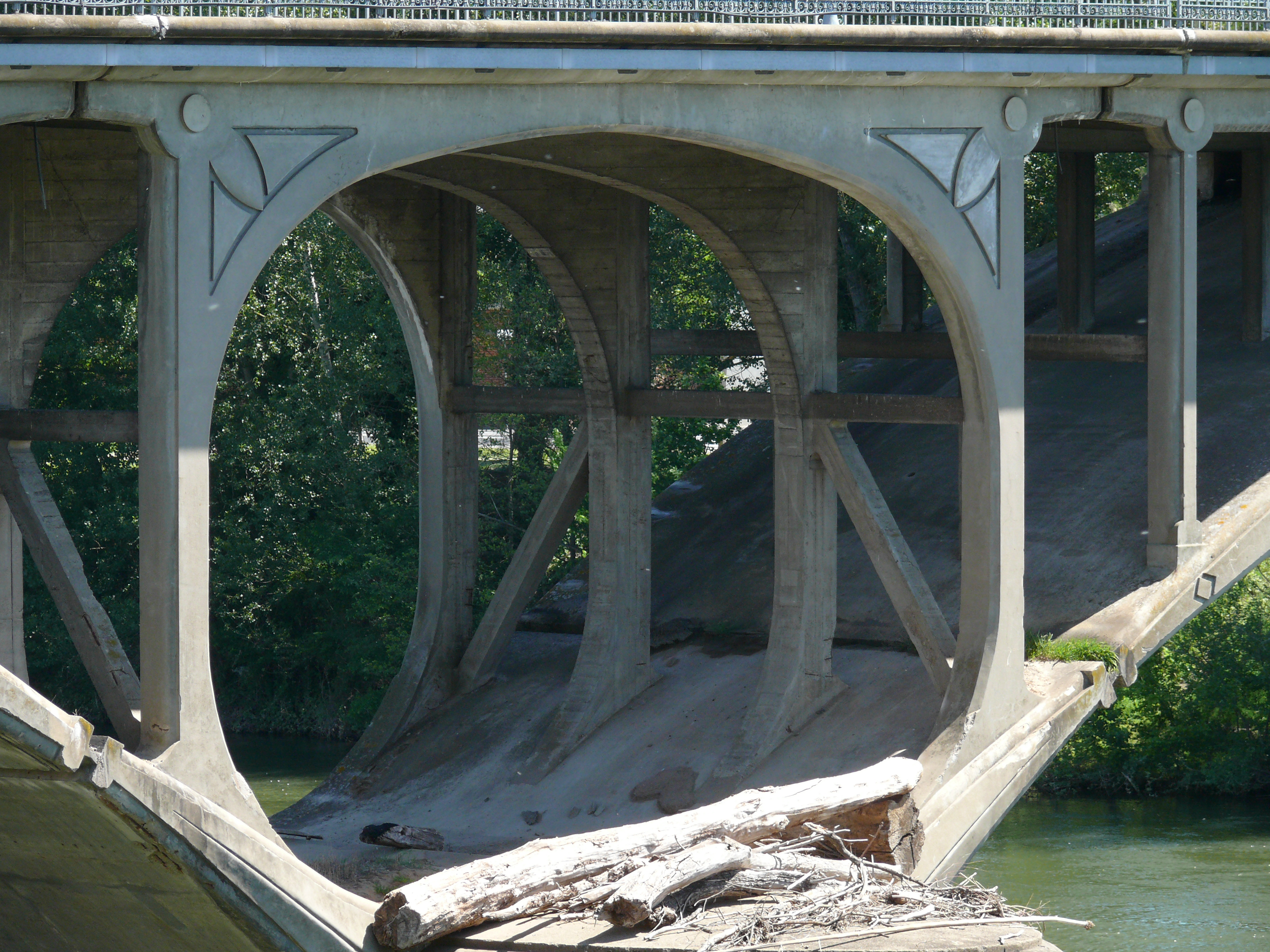
Detail van een pijler

De Pont Neuf bestaat uit twee delen: de overbrugging van de Tarn met twee bogen van 53 en 56 meter lengte en een verstijfde staafboogbrug van 32 meter over het voormalige Canal de Lissac. De brug is een ontwerp van ingenieur Simon Boussiron (1873-1958), die rekening moest houden met het soms erg grote debiet van de Tarn. Daarom werd gekozen voor relatief smalle pijlers in gewapend beton. Deze keuze was vernieuwend want de meeste bruggen in die periode werden gebouwd in metaal.